# Linda Kyei

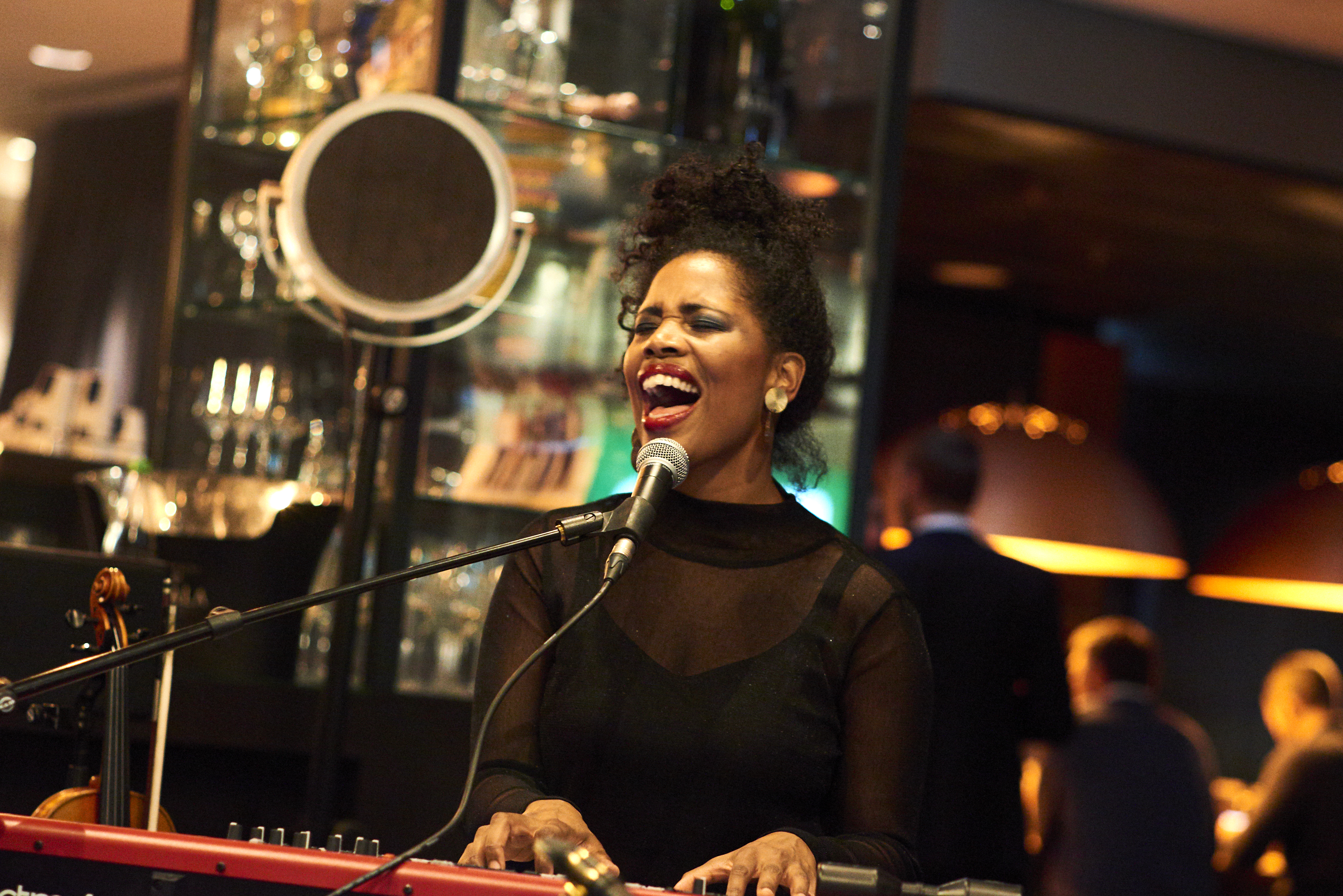
Linda Kyei, Konzert Stuttgart 2019

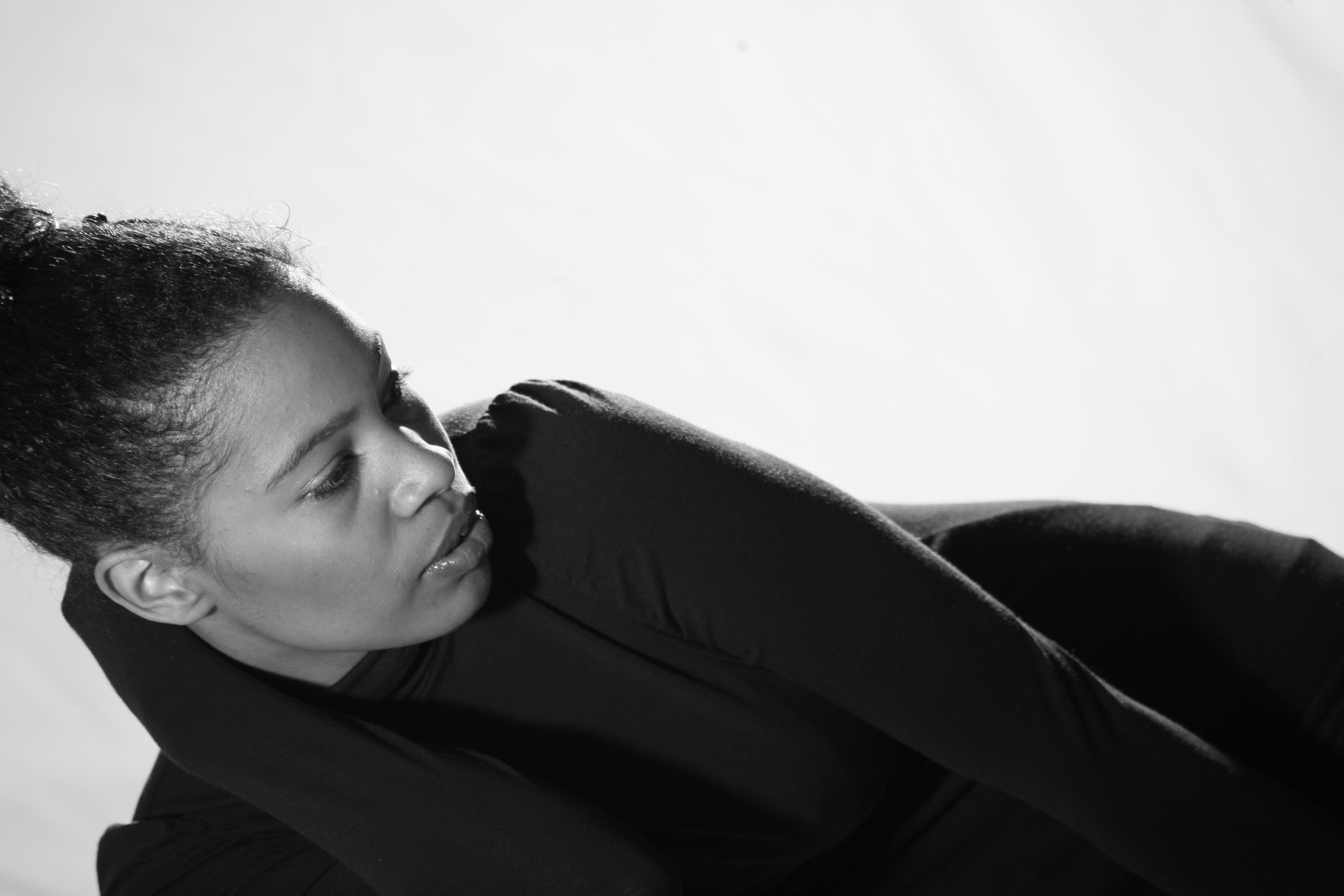
Linda Kyei

Linda Kyei (* 6. Dezember 1987 in Reutlingen) ist eine deutsche Musikerin (Popular Electronic Jazz). 

## Leben
Linda Kyei wuchs mit ihrer deutschen Mutter, die unter anderem als Musiklehrerin arbeitete, in Reutlingen auf, ihr Vater stammte aus Ghana. Schon mit drei Jahren nahm Linda am Unterricht der Mutter teil und lernte so das Blockflötenspiel, später Klavier und Violine. Noch im Kindesalter folgten klassischer Gesangsunterricht und Dirigentenkurse.
In der folgenden Zeit legte sie den Schwerpunkt auf den Gesang und ihre Liebe zum Jazz, Gospel und Soul.
Mit 15 Jahren fing sie an, eigene Stücke am Klavier zu komponieren und leitete erste Gospelchorprojekte. Mit 18 Jahren brachte sie ihre eigenen Songs in Form eines Bandprojektes erstmals auf die Bühne und wirkte in unterschiedlichen Formationen mit.

## Musikalisches Wirken
Im Jahr 2009 sang sie die Hymne des Europa-Jugendtages der Neuapostolischen Kirche in der damaligen LTU Arena in Düsseldorf mit Fernseh-Liveübertragung. In der Folge wurde sie von einem größeren Publikum wahrgenommen und war in Deutschland und Europa auf Tour. 
Seit 2012 tritt sie vorwiegend mit ihrer Formation Linda Kyei Band (Popular Electronic Jazz) auf.